# تادی پوگاچار
تادی پوگاچار (اسلوونیایی: Tadej Pogačar؛ زادهٔ ۲۱ سپتامبر ۱۹۹۸‏) دوچرخه‌سوار حرفه‌ای اسلوونیایی است که در حال حاضر برای تیم جهانی دوچرخه‌سواری یوای‌ئی امارات ایکس‌آرجی مسابقه می‌دهد. پیروزی‌های او شامل چهار تور دو فرانس (۲۰۲۰، ۲۰۲۱، ۲۰۲۴ و ۲۰۲۵)، جیرو دیتالیا ۲۰۲۴، و نه مسابقه یک‌روزه مونومنت (تور فلاندرز دو بار، لیژ–باستون–لیژ سه بار و جیرو دی لومباردیا چهار بار) و همچنین قهرمانی جهانی جاده است. او که در رشته تایم‌تریل، مسابقات کلاسیک یک‌روزه، و صعودهای گرند تور مهارت دارد، با دوچرخه‌سواران همه‌جانبه‌ای مانند ادی مرکس و برنار اینو مقایسه شده و به عنوان یکی از بزرگ‌ترین چهره‌های این ورزش شناخته می‌شود. در سال ۲۰۲۴، او تنها سومین دوچرخه‌سوار مرد پس از ادی مرکس در سال ۱۹۷۴ و استیون روچ در سال ۱۹۸۷ شد که تاج سه‌گانه دوچرخه‌سواری (Triple Crown) را با پیروزی در جیرو دیتالیا، تور دو فرانس و قهرمانی جهانی در یک سال به دست آورد. او تنها دوچرخه‌سواری است که در یک سال هم تاج سه‌گانه و هم دو مونومنت (لیژ–باستون–لیژ و جیرو دی لومباردیا) را کسب کرده است.
پوگاچار که در لیوبلیانا، پایتخت اسلوونی متولد و در کلانک بزرگ شد، در دوران جوانی دوچرخه‌سوار موفقی بود و در سال ۲۰۱۸ تور آونیر را برد. در ۲۰ سالگی در سال ۲۰۱۹، او جوان‌ترین دوچرخه‌سواری شد که یک مسابقه تور جهانی دوچرخه‌سواری را در تور کالیفرنیا برنده شد و در ووئلتا اسپانیا سه مرحله را برد و در مجموع در جایگاه سوم قرار گرفت و عنوان بهترین دوچرخه‌سوار جوان را کسب کرد. در اولین حضورش در تور دو فرانس در سال ۲۰۲۰ و سال بعد، او در هر دو سال سه مرحله و کلی مسابقه را برد و همچنین رده‌بندی کوهستان و بهترین رکابزن جوان را به دست آورد و تنها دوچرخه‌سواری شد که این سه رده‌بندی را به‌طور همزمان برنده شده است. سال ۲۰۲۱ همچنین شاهد اولین موفقیت‌های پوگاچار در مسابقات یک‌روزه مونومنت بزرگ، یعنی جیرو دی لومباردیا و لیژ–باستون–لیژ بود. فصل‌های بعدی با پیروزی‌های بیشتر در این مسابقات و افزودن تور فلاندر به فهرست افتخاراتش در سال ۲۰۲۳ ادامه یافت. در همین حال، در گرند تورها، پوگاچار به‌طور متوالی در تور دو فرانس در برابر یوناس وینگکا در جایگاه دوم قرار گرفت، رقابتی که به عنوان یکی از بزرگ‌ترین رقابت‌های تاریخ این ورزش شناخته می‌شود. این روند در سال ۲۰۲۴ پایان یافت، زمانی که او اولین دبل جیرو دیتالیا و تور دو فرانس را از سال ۱۹۹۸ به انجام رساند و در مجموع ۱۲ مرحله از هر دو مسابقه را برد.
پوگاچار به دلیل سبک تهاجمی‌اش در دوچرخه‌سواری مورد ستایش قرار گرفته است، رویکردی که خود او به شوخی از آن به عنوان «غریزه احمقانه» یاد کرده است، در زمانی که بسیاری دیگر برای مدیریت سطح انرژی خود محافظه‌کارانه‌تر مسابقه می‌دهند. هدف او برای رقابت در هر دو مونومنت‌ها و گرند تورها به عنوان بازگشتی به دوچرخه‌سواری «کلاسیک» دهه‌های ۱۹۶۰ تا ۱۹۸۰ توصیف شده است و موفقیت او در جبهه‌های متعدد باعث شده که او برای تعداد هفته‌های رکورددار و تعداد هفته‌های متوالی رکورددار، شماره یک جهان در رده‌بندی جاده تیم جهانی دوچرخه‌سواری باشد.

## زندگی شخصی
تادِی پوگاچار در لیوبلیانا، پایتخت اسلوونی، متولد شد، اما در فاصله ۲۰ کیلومتری شمال این شهر، در کلانک (شهرداری کامندا) بزرگ شد. مادرش، ماریتا، معلم زبان فرانسه است و پدرش، میراکو، پیش‌تر در مدیریت یک کارخانه تولید صندلی فعالیت داشت و سپس در سال ۲۰۲۱ به تیم سابق تادِی، لیوبلیانا گوستو سانیک، به عنوان بخشی از تیم مدیریتی پیوست. تادِی سومین فرزند از چهار فرزند خانواده است. او علاوه بر زبان مادری‌اش، اسلوونیایی، به زبان انگلیسی نیز به‌صورت روان صحبت می‌کند.
پوگاچار همراه با شریک زندگی‌اش، اورشکا ژیگارت، که او نیز یک دوچرخه‌سوار حرفه‌ای اسلوونیایی است، در موناکو زندگی می‌کند. آن‌ها در سپتامبر ۲۰۲۱ نامزد کردند.